# K-329 Bélgorod
El Bélgorod (K-329) es un submarino ruso de propulsión nuclear y con armamento nuclear. Originalmente se inició en julio de 1992 como un submarino de misiles de crucero del Proyecto 949A (designación OTAN clase Oscar II), pero luego fue rediseñado y el casco parcialmente construido se usó para reconfigurarse como un buque de operaciones especiales, capaz de operar vehículos submarinos no tripulados. El buque se volvió a colocar en astilleros en diciembre de 2012. Debido a la insuficiencia crónica de fondos, su construcción se suspendió y luego se reanudó con un bajo ritmo de progreso antes de que el submarino fuera rediseñado para convertirse en un buque único: el primer submarino ruso de quinta generación, según el Ministerio de Defensa de Rusia. El submarino fue entregado a la Armada rusa el 8 de julio de 2022.
El Bélgorod cumple con dos funciones principales: la primera función es la de poder servir como un submarino nodriza para submarinos enanos con propulsión nuclear, y estos serían capaces de trabajar con cables u otros objetos en el fondo del mar; la otra función que tiene es la de ataque nuclear y disuasión, y para esto cuenta con el sistema multipropósito oceánico Status-6 Poseidón.

## Características

### Diseño
Tiene un tamaño de 184 m de eslora y 18,2 de manga y tiene un desplazamiento en inmersión de casi 24 000 toneladas, más que los submarinos estratégicos de misiles intercontinentales del proyecto 955 A Boréi, además puede sumergirse a más de 500 m de profundidad y superar 30 nudos de velocidad.

### Armamento
El Poseidón, un enorme torpedo nuclear concebido para destruir puertos y ciudades costeras y causar un devastador tsunami, puede recorrer hasta 10 000 km a velocidades entre 60 y 70 nudos, de 110 a 130 km/h. Poseidón tiene un largo de 20 m, y en su interior puede llevar una ojiva nuclear de hasta 100 megatones (o 100 000 kilotones).

## Historial operativo
Para junio de 2020, una fuente informó que estaba "en servicio", aunque esto parece haber sido inexacto. Otros sugirieron que todavía se estaba equipando (posiblemente incluyendo pruebas en el mar). En enero de 2021, el director general del astillero ruso Sevmash, Mikhail Budnichenko, declaró que se estaban realizando pruebas en el Bélgorod.  Los planes para poner en servicio el submarino en la Armada rusa en 2020 y para introducir oficialmente el sistema Poseidón en 2021 no se materializaron. Un informe de prensa de la agencia oficial estatal rusa TASS de abril de 2021 indica un nuevo objetivo del Ministerio de Defensa ruso para poner en servicio el K-329 en la zona del Pacífico. Esta información podría confirmar los problemas encontrados con el submarino Losharik y el paso a un segundo plano de las operaciones previstas en la plataforma continental del Ártico.  También en abril de 2021, el analista militar HI Sutton informó que Bélgorod estaba fuera del agua y había regresado a la sala de construcción. El 25 de junio de 2021, el Bélgorod salió por primera vez del astillero Severodvinsk en régimen de prueba por parte del constructor Sevmash. El submarino fue entregado a la Armada rusa el 8 de julio de 2022.
El Bélgorod se unió a la 29ª División de Submarinos. La división es una formación especial, el brazo operativo de la Dirección Principal de Investigación de Aguas Profunda (GUGI), que depende directamente del Ministerio de Defensa de Rusia.